# New York City I
New York City I é uma pintura a óleo sobre tela realizada por pelo artista holandês Piet Mondrian em 1941. A ida de Mondrian para Nova Iorque em 1940 colocou-o em contato com um novo cenário, em particular com a música jazz. Este trabalho marca uma nova orientação no percurso de Mondrian, com a ausência das linhas pretas e dos retângulos de cores primárias, iniciada em 1918. Em vez disso, são as próprias linhas que apresentam as tais cores, e observa-se uma predominância da cor amarela sobre a azul e a vermelha.
A mudança no estilo de Mondrian não apenas reflete as novas experiências que vivenciara nos Estados Unidos, mas também a uma libertação interna que o pintor sentiu em sua ida ao país. Diferente das pinturas sombrias dominadas por linhas negras, como eram enquanto vivia na Europa, a partir deste momento, a arte de Piet Mondrian ganhou uma nova tonalidade, com cores mais vivas.
Em outubro de 2022 a historiadora de arte Susanne Meyer-Bueser, constatou que a obra que estava exposta pendurada de cabeça para baixo há 77 anos, no Museu de Düsseldorf, na Alemanha. A peça teve de continuar do mesmo jeito, porque modificar a orientação pode danificá-la.